# Corgnac-sur-l'Isle
 Corgnac-sur-l'Isle  (en occitano Cornhac d'Eila) es una población y comuna francesa, situada en la región de Aquitania, departamento de Dordoña, en el distrito de Nontron y cantón de Thiviers.

## Demografía
| 1044 | 1021 | 957 | 866 | 888 | 840 |
| Para los censos de 1962 a 1999 la población legal corresponde a la población sin duplicidades (Fuente: INSEE [Consultar]) |      |     |     |     |     |